# Diemtigen
Diemtigen ist eine politische Gemeinde im Verwaltungskreis Frutigen-Niedersimmental des Kantons Bern in der Schweiz.
Diemtigen ist eine sogenannte Gemischte Gemeinde. Unter demselben Namen existiert auch eine evangelisch-reformierte Kirchgemeinde.

## Geographie

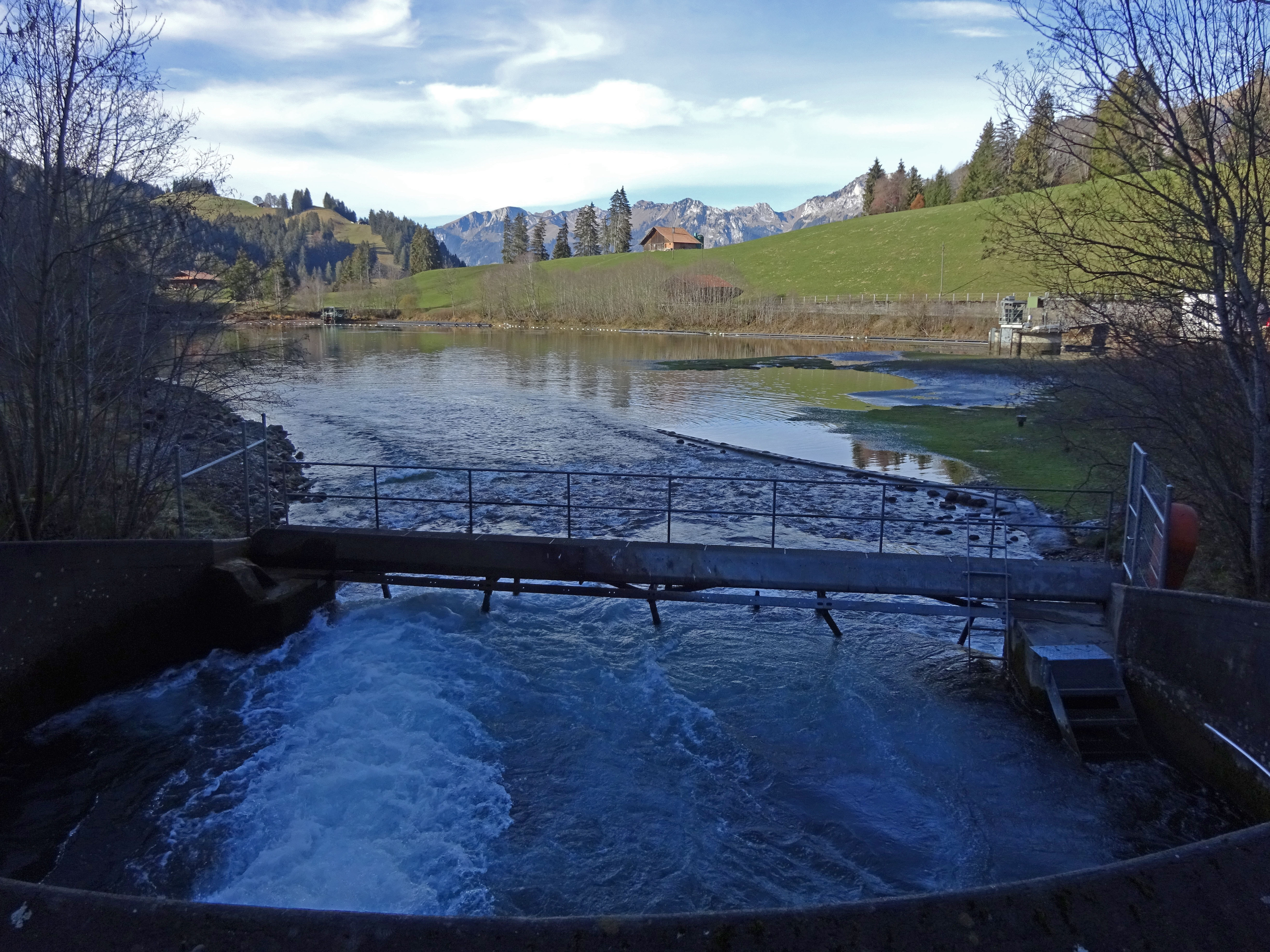
Ägelsee

Diemtigen liegt im Berner Oberland in den Alpen. Die Orte Oey und Diemtigen befinden sich am Fusse des Diemtigtals, welches im Wesentlichen die Gemeinde umfasst. Oey liegt an der Mündung des Chirel in die Simme. Die
Gemeinde besteht aus den acht Gebieten Oey, Diemtigen, Bächlen, Horboden (von mittelhochdeutsch horb/hor «Sumpf, Moorland»), Riedern, Entschwil, Zwischenflüh und Schwenden.
Die Nachbargemeinden von Norden beginnend im Uhrzeigersinn sind Erlenbach im Simmental, Wimmis, Reichenbach im Kandertal, Frutigen, Adelboden, St. Stephan, Zweisimmen, Boltigen, Oberwil im Simmental und Därstetten.
Das Ägelseemoor ist ein Hochmoor und Amphibienlaichgebiet von nationaler Bedeutung.

## Politik
Bei den Nationalratswahlen 2023 betrugen die Wähleranteile in Diemtigen (in Klammern die Veränderung im Vergleich zu den Wahlen 2019 in Prozentpunkten): SVP 67,23 % (−4,26), EDU 7,39 % (+4,76), glp 5,58 % (+2,35), Mitte 5,42 % (−0,01), SP 4,45 % (−0,30), FDP 3,25 % (+0,24), Grüne 2,36 % (−1,30), EVP 0,82 % (−0,50), SD 0,03 % (−0,13).

## Geschichte
Die erste urkundliche Erwähnung von Diemtigen datiert aus dem Jahre 1257 als Diemtingen. Im Jahre 1439 erwarb die Stadt Bern die Gerichtsbarkeit über Diemtigen.
Das Wappen Diemtigens wurde bereits 1924 entworfen. Offiziell von der Gemeinde angenommen wurde es jedoch erst 1945. Zur Reinigung des Abwassers wurde die Gemeinde an die ARA Thunersee in der Uetendorfer Allmend angeschlossen.

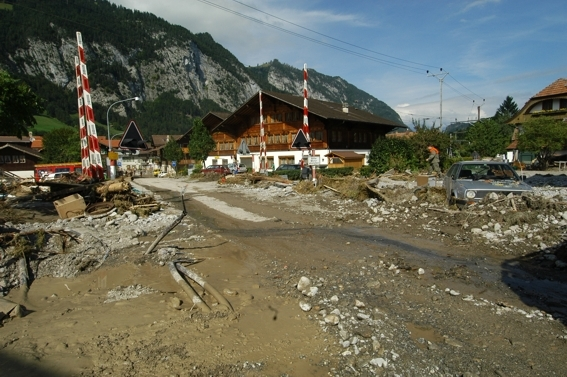
Diemtigen während des Hochwassers im August 2005

Luftbild (1967)

Ende August 2005 wurden Diemtigen und das Diemtigtal von einem schweren Hochwasser betroffen, besonders stark das Dorf Oey. Das Hochwasser verursachte Schäden von rund drei Milliarden Franken.

## Wirtschaft
Im März 2018 wurde mit dem Bau einer Naturparkkäserei begonnen und Estavayer Lait investierte gemeinsam mit der Genossenschaft Migros Aare in eine Milchabfüllanlage. Rund 90 Prozent des Käses sollen in den Export gehen. Die Naturparkkäserei Diemtigtal AG, eine Tochterfirma der Aaremilch AG, vermietet die Käserei an die Simmental Switzerland AG und an Estavayer Lait.
Die 1946 als Landwirtschaftliche Genossenschaft Diemtigtal und Umgebung gegründete Genossenschaft, welche inzwischen in LANDI Diemtigtal Genossenschaft umbenannt wurde, ist 2020 von der Landi Thun Genossenschaft mit Sitz in Thun übernommen worden. 2025 möchte die Landi Thun u. a. mit dem Bau einer neuen Agrola-Tankstelle beginnen.

## Persönlichkeiten
- David Gempeler (1828–1916), Lehrer, Schriftsteller und Heimatforscher

## Sonstiges
- Museum für Kommunikation (Hrsg.): Walkenmatt. Briefe aus dem Diemtigtal, aus Russland und Amerika 1890–1946. Kronos, Zürich 2001, ISBN 3-0340-0532-6.